# جوليتو فرانسيس
جوليتو فرانسيس (مواليد 5 مايو 1962) هو مبارز بالسيف من جزر العذراء الأمريكية، مثّل بلاده في الألعاب الأولمبية الصيفية 1984.

## روابط رياضية
جوليتو فرانسيس على موقع أوليمبيديا (الإنجليزية)